# 目良漁港
目良漁港（めらぎょこう）は和歌山県田辺市元町にある第1種漁港である。

## 概要
- 所在地 - 和歌山県田辺市元町[1]
- 管理者 - 田辺市[1]
- 漁業協同組合 - 和歌山南[1]
- 漁港番号 - 3310400[2]
- 漁船 - 13隻（令和2年12月31日時点）[3]

## 沿革
和歌山県は明治35年（1902年）に和歌山県漁業取締規則を発布し、漁業組合の設置を奨励した。これを受けて目良浦では明治36年（1903年）4月13日に目良浦漁業組合が設立された。田辺湾の各浦ではこのころ養殖漁業が盛んであり、目良ではイセエビの養殖が特筆された。
昭和27年（1952年）5月28日、第1種漁港に指定された。
昭和39年（1964年）、芳養、目良、江川、戎の4漁業協同組合が合併して、「田辺漁業協同組合」が設立された。この田辺漁業協同組合は平成19年（2007年）4月1日に湊浦、白浜、日置、すさみの漁協と合併し、新たに「和歌山南漁業協同組合」が発足した。このため目良漁港は現在、和歌山南漁業協同組合に属している。